# Silvan Tomkins
Silvan Solomon Tomkins (* 4. Juni 1911 in Philadelphia; † 10. Juni 1991 in Somers Point, New Jersey) war ein US-amerikanischer Philosoph und Psychologe. Er wurde bekannt durch seine Affekttheorie und Skripttheorie. Im Anschluss an die erst 1991 erfolgte Veröffentlichung seines Buches Affect Imagery Consciousness lebte das Interesse an seinen in den 1940er Jahren konzipierten Theorien wieder auf und es erschienen zusammenfassende und popularisierende Bücher über sein im Original schwer zu lesendes Werk.

## Leben
Silvan Tomkins wurde in Philadelphia als Sohn jüdisch-russischer Immigranten geboren und wuchs auf in Camden (New Jersey). Eine Ausbildung zum Autor von Theaterstücken beendete er rasch, um Psychologie zu studieren. Nachdem ihm der Master-Titel zuerkannt war, brach er das Psychologiestudium ab, da ihm der Schwerpunkt Biopsychologie der Pennsylvania State University nicht zusagte. Er studierte weiter Philosophie und erhielt 1934 den Doktortitel in Philosophie. Seine Dissertation bei Edgar A. Singer behandelte ein Thema der Wertphilosophie.
Da er wegen der Rezession keine akademische Anstellung fand, arbeitete er zwei Jahre auf Pferderennplätzen, wo er die Siegchancen von Pferden für die Buchmacher einschätzte. Seine ungewöhnliche Genauigkeit der Vorhersagen hat er selbst dadurch erklärt, dass er den „Gesichtsausdruck der Pferde“ gut einschätzen konnte.
1937 ging er nach Harvard an die Psychologische Klinik. Er veröffentlichte sein erstes Buch, Contemporary Psychopathology, dass außer einer Zusammenfassung des Wissensgebiets auch eigene Beiträge enthält. Ein weiteres Buch schrieb er über den Thematischen Auffassungstest. Den Picture Arrangement Test entwickelte er selbst. 
1947 heiratete er Elizabeth Taylor, mit der er fast 30 Jahre verheiratet blieb, und wechselte auf eine Stellung im Psychologie-Department der Princeton University, das seine Pläne für einen Studiengang in klinischer Psychologie nicht unterstützte. Er ein Jahr am Ford Center in Palo Alto in Kalifornien, wo er die ersten zwei Bände seines Hauptwerks Affect, Imagery, Consciousness schrieb. Zwei seiner Schüler aus dieser Zeit, Paul Ekman und Carroll Izard, wurden durch ihre Theorie der Emotionen und Affekte bekannter als Tomkins, auf dessen Konzepten sie aufbauen.
Nachdem er 1965 mit dem Career Research Award des National Institute of Mental Health ausgezeichnet worden war, verließ er Princeton und erhielt 1968 eine Professur an der Rutgers University, die er bis zur Emeritierung 1975 innehatte. Nach der Emeritierung arbeitete er an seiner Skript-Theorie.

## Tomkins’ Theorie der Affekte
Im Kern sagt Tomkins’ Affekttheorie, dass alle Menschen exakt neun unterschiedliche Affekte besitzen, die genetisch programmiert und nicht kulturell erworben sind. Die am frühesten entwickelten sechs davon werden von Tomkins als zweistufig beschrieben, wobei die zweite Stufe eine Steigerung der ersten Stufe darstellt: Interesse/Begeisterung, Vergnügen/Freude, Überraschung/Erschrecken, Leid/Qual, Ärger/Wut und Angst/Grauen. Ein weiteres Paar ist entwicklungsgeschichtlich jünger: Scham/Demütigung. Die letzten zwei sind Ekel vor schlechtem Geruch (Tomkins erfand dafür das Wort dismell) und Ekel vor schlechtem Geschmack. Tomkins sieht diese neun Affekte als diskret und elementar an, im Gegensatz zu Emotionen, die komplex und zusammengesetzt sind. Die Affekte des Menschen sind s.E. verwandt mit denen höherer Tiere und nicht zu verwechseln mit den Trieben nach Sigmund Freud. (Siehe auch Abschnitt Affekttheorie im Hauptartikel Psychoanalyse)
Nach Tomkins und seinem Schüler Paul Ekman gibt es charakteristische und global universelle Gesichtsausdrücke für die Affekte. Die Tatsache, dass selbst blind geborene Kinder diese charakteristischen Gesichtsausdrücke zeigen, wird als Beweis für die angeborene Natur der Affekte angeführt.

## Schriften
- Affect Imagery Consciousness: Volume I, The Positive Affects. Tavistock, London 1962.
- Affect Imagery Consciousness: Volume II, The Negative Affects. 1963.
- Affect Imagery Consciousness Volume III. The Negative Affects: Anger and Fear. Springer, New York 1991.
- (mit Bertram P. Karon) Affect, Imagery, Consciousness Volume IV. Springer, New York 1962–1992.
- Conscience, self love and benevolence in the system of Bishop Butler. University of Pennsylvania, 1934.
- (mit H.A. Murray) Contemporary Psychopathology: A Source Book. Harvard University Press, Cambridge, Mass. 1943.
- (mit Elizabeth J. Tomkins) The Thematic Apperception Test: The Theory and Technique of Interpretation. Grune & Stratton, New York 1947.
- (mit John Burnham Miner) The Tomkins-Horn Picture Arrangement Test. Springer, New York 1957.
- (mit John B. Miner) PAT Interpretation: Scope and Technique. Springer, New York 1959.
- (mit Samuel Messick) Computer Simulation of Personality: Frontier of Psychological Theory. Wiley, New York 1963.
- (mit Carroll E. Izard) Affect, Cognition, and Personality: Empirical Studies Springer, New York 1965.
- Virginia Demos (ed.): Exploring affect – The selected writings of Silvan S. Tomkins. Cambridge University Press, Cambridge Mass. 1995, ISBN 0-521-44832-8 (eingeschränkte Vorschau in der Google-Buchsuche).